# ويس بورغس
ويس بورغس (بالإنجليزية: Wes Burgess)‏ هو طبيب نفسي أمريكي، ولد في 1952.

## وصلات خارجية
- ويس بورغس على موقع IMDb (الإنجليزية)